# Tacima
Tacima (anciennement Campo de Santana) est une ville brésilienne du nord-est de l'État de la Paraíba.
Sa population était estimée à 9 549 habitants en 2007. La municipalité s'étend sur 247 km2.